# Patinação de velocidade nos Jogos Olímpicos de Inverno de 2022 - 500 m masculino
A prova de 500 m masculino da patinação de velocidade nos Jogos Olímpicos de Inverno de 2022 foi disputada no Oval Nacional de Patinação de Velocidade, em Pequim, no dia 12 de fevereiro.

## Medalhistas
| Ouro   | CHN Gao Tingyu       |
| Prata  | KOR Cha Min-kyu      |
| Bronze | JPN Wataru Morishige |

## Recordes
Antes desta competição, os recordes mundiais e olímpicos da prova eram os seguintes:
| Tipo | Atleta                      | Tempo   | Local          | Data                    |
| ---- | --------------------------- | ------- | -------------- | ----------------------- |
|      | Pavel Kulizhnikov           | 33.61 s | Salt Lake City | 9 de março de 2019      |
|      | Håvard Holmefjord Lorentzen | 34.41 s | Gangneung      | 19 de fevereiro de 2018 |

Os seguintes recordes mundiais e/ou olímpicos foram estabelecidos durante esta competição:
| Tipo                                | Atleta     | Tempo   | Local  | Data                    | Ref   |
| ----------------------------------- | ---------- | ------- | ------ | ----------------------- | ----- |
| Recorde olímpico · Recorde de pista | Gao Tingyu | 34.32 s | Pequim | 12 de fevereiro de 2022 | [ 3 ] |

## Resultados
| Pos. | Par | Raia | Atleta                      | País               | Tempo  | Diferença | Notas            |
| ---- | --- | ---- | --------------------------- | ------------------ | ------ | --------- | ---------------- |
| 01 ! | 7   | I    | Gao Tingyu                  | CHN China          | 34.32  | —         | Recorde olímpico |
| 02 ! | 10  | O    | Cha Min-kyu                 | KOR Coreia do Sul  | 34.39  | +0.07     |                  |
| 03 ! | 14  | O    | Wataru Morishige            | JPN Japão          | 34.50  | +0.17     |                  |
| 4    | 15  | I    | Laurent Dubreuil            | CAN Canadá         | 34.522 | +0.20     |                  |
| 5    | 12  | O    | Piotr Michalski             | POL Polônia        | 34.524 | +0.20     |                  |
| 6    | 11  | I    | Kim Jun-ho                  | KOR Coreia do Sul  | 34.54  | +0.22     |                  |
| 7    | 13  | O    | Artem Arefyev               | ROC                | 34.56  | +0.24     |                  |
| 8    | 13  | I    | Yuma Murakami               | JPN Japão          | 34.57  | +0.25     |                  |
| 9    | 14  | I    | Viktor Mushtakov            | ROC                | 34.60  | +0.28     |                  |
| 10   | 9   | I    | Ruslan Murashov             | ROC                | 34.63  | +0.31     |                  |
| 11   | 7   | O    | Damian Żurek                | POL Polônia        | 34.734 | +0.41     |                  |
| 12   | 8   | O    | Merijn Scheperkamp          | NED Países Baixos  | 34.736 | +0.41     |                  |
| 13   | 5   | O    | Jordan Stolz                | USA Estados Unidos | 34.85  | +0.53     |                  |
| 14   | 9   | O    | Kai Verbij                  | NED Países Baixos  | 34.87  | +0.55     |                  |
| 15   | 11  | O    | Håvard Holmefjord Lorentzen | NOR Noruega        | 34.921 | +0.60     |                  |
| 16   | 10  | I    | Marek Kania                 | POL Polônia        | 34.928 | +0.60     |                  |
| 17   | 5   | I    | Bjørn Magnussen             | NOR Noruega        | 34.96  | +0.64     |                  |
| 18   | 3   | I    | Thomas Krol                 | NED Países Baixos  | 35.06  | +0.74     |                  |
| 19   | 3   | O    | Jeffrey Rosanelli           | ITA Itália         | 35.08  | +0.76     |                  |
| 20   | 15  | O    | Tatsuya Shinhama            | JPN Japão          | 35.12  | +0.80     |                  |
| 21   | 4   | I    | Gilmore Junio               | CAN Canadá         | 35.162 | +0.84     |                  |
| 22   | 8   | I    | Yang Tao                    | CHN China          | 35.162 | +0.84     |                  |
| 23   | 4   | O    | David Bosa                  | ITA Itália         | 35.168 | +0.84     |                  |
| 24   | 6   | I    | Marten Liiv                 | EST Estônia        | 35.26  | +0.94     |                  |
| 25   | 2   | O    | Cornelius Kersten           | GBR Grã-Bretanha   | 35.36  | +1.04     |                  |
| 26   | 6   | O    | Joel Dufter                 | GER Alemanha       | 35.37  | +1.05     |                  |
| 27   | 1   | O    | Austin Kleba                | USA Estados Unidos | 35.41  | +1.08     |                  |
| 28   | 2   | I    | Ivan Arzhanikov             | KAZ Cazaquistão    | 35.82  | +1.50     |                  |
| 29   | 1   | I    | Antoine Gélinas-Beaulieu    | CAN Canadá         | 35.84  | +1.52     |                  |
| 30   | 12  | I    | Ignat Golovatsiuk           | BLR Bielorrússia   | 37.05  | +2.73     |                  |

Legenda
| Recorde mundial      | Recorde mundial (World record)               |                       | Recorde africano                      | Recorde africano (African) |                                           | Q | Classificado por posição (Qualified) |
| Recorde olímpico     | Recorde olímpico (Olympic record)            | Recorde da América    | Recorde da América (Americas)         | q                          | Classificado por melhor tempo (Qualified) |   |                                      |
| Melhor marca do ano  | Melhor marca do ano (World leading)          | Recorde asiático      | Recorde asiático (Asian)              | DNS                        | Não largou (Did not start)                |   |                                      |
| Recorde nacional     | Recorde nacional (National record)           | Recorde europeu       | Recorde europeu (European)            | DNF                        | Não terminou (Did not finish)             |   |                                      |
| Recorde pessoal      | Recorde pessoal do atleta (Personal best)    | Recorde da Oceania    | Recorde da Oceania (Oceania)          | DSQ / DQ                   | Desclassificado (Disqualified)            |   |                                      |
| Recorde da temporada | Recorde da temporada do atleta (Season best) | Recorde sul-americano | Recorde sul-americano (South America) | NM                         | Sem marca (No mark)                       |   |                                      |

### Patinação de velocidade
| Recorde de pista | Recorde da pista (Track record)               |  |  |
| QA               | Classificado para a final A                   |  |  |
| QB               | Classificado para a final B                   |  |  |
| ADV              | Classificado após decisão arbitral (Advanced) |  |  |
| PEN              | Pênalti                                       |  |  |
| YC               | Cartão amarelo (Yellow Card)                  |  |  |